# Eponisia splendida
Eponisia splendida är en insektsart som beskrevs av Tsaur 1989. Eponisia splendida ingår i släktet Eponisia och familjen Meenoplidae. Inga underarter finns listade i Catalogue of Life.